# Barrow Island Marine Park
Barrow Island Marine Park är en park i Australien. Den ligger i delstaten Western Australia, omkring 1 200 kilometer norr om delstatshuvudstaden Perth.
Trakten runt Barrow Island Marine Park är nära nog obefolkad, med mindre än två invånare per kvadratkilometer.. Det finns inga samhällen i närheten. 
Klimatförhållandena i området är arida. Genomsnittlig årsnederbörd är 240 millimeter. Den regnigaste månaden är januari, med i genomsnitt 63 mm nederbörd, och den torraste är juli, med 1 mm nederbörd.